# Koichiro Nagatomo
Koichiro Nagatomo (født 7. december 1982) er en tidligere japansk fodboldspiller.
Han har spillet for flere forskellige klubber i sin karriere, herunder Avispa Fukuoka.